# Martin Almgren
Karl Martin Ingemar Almgren, född 19 december 1987 i Lindesberg i Örebro län, är en svensk sångare som vann Idol 2015.

## Biografi
Almgren är uppvuxen och bosatt i Lindesberg i Bergslagen. Förutom att verka som soloartist i olika sammanhang har han länge varit sångare i hemortens drygt hundraåriga Manskören Harmoni och även kört lastbil i faderns åkeri. 2015 vann han TV4:s musiktävling Idol och fick såväl maträtter som choklad uppkallade efter sig i hembygden. Samma år utkom hans debutalbum, Can't Hold Me Down, följt av albumet Changing Street 2017.
Han medverkade i tredje deltävlingen av Melodifestivalen 2018, som hölls i Malmö med låten A Bitter Lullaby och tog sig där till final.
Han är även banmästare på Lindesbergstravet.

## Diskografi

### Album
- 2015 – Can't Hold Me Down
- 2017 – Changing Street
- 2025 – Caught Me On A Bad Day

### Singlar
- 2015 – The Best You Can Is Good Enough
- 2015 – Can't Hold Me Down
- 2016 – Bricks
- 2016 – Golden
- 2017 – Unbreakable
- 2017 – Peaceful Christmas
- 2018 – A Bitter Lullaby